# Archaeology
Archaeology er et tidsskrift, der behandler mainstream arkæologi. Det udkommer hveranden måned og bliver støttet af hjemmesiden archaeology.org.

## Profil
Tidsskriftet udgives af Archaeological Institute of America. Instituttet udgiver også det professionelle American Journal of Archaeology. Den ansvarshavende redaktør var Peter Young indtil 2011, hvor han blev erstattet af Claudia Valentino.

## References
1. ↑  "Alliance for Audited Media Snapshot Report - 6/30/2013". Alliance for Audited Media. 30. juni 2013. Hentet 2. februar 2014.
2. ↑  "Archaeological magazines in Europe – and America: the Paestum experience". Current Archaeology. 1. december 2011. Hentet 6. oktober 2013.